# Mistrzostwa Rumunii w rugby union (1946/1947)
Mistrzostwa Rumunii w rugby union 1946/1947 – trzydzieste pierwsze mistrzostwa Rumunii w rugby union.
W zawodach uczestniczyło sześć drużyn, z których najlepszą okazała się Stadiul Român. Drużyna ta, podobnie jak wielokrotni mistrzowie Rumunii – TCR i Viforul Dacia, została po tym sezonie rozwiązana.